# Exosomorpha
Exosomorpha là một chi bọ cánh cứng trong họ Chrysomelidae.
Chi này được miêu tả khoa học năm 1932 bởi Laboissiere.

## Các loài
Các loài trong chi này gồm:
- Exosomorpha diversicornis Bechyne, 1952
- Exosomorpha opacula (Fairmaire, 1902)